# هيكتور ماتا ماتا
هيكتور ماتا ماتا (بالإسبانية: Héctor Mata)‏ (27 يناير 1993 - ) هو لاعب كرة طائرة فنزويلا.

## وصلات خارجية
- هيكتور ماتا ماتا على موقع أوليمبيديا (الإنجليزية)